# Ellensburg (Washington)
Ellensburg é uma cidade localizada no estado norte-americano de Washington, no Condado de Kittitas.

## Demografia
Segundo o censo norte-americano de 2000, a sua população era de 15.414 habitantes.
Em 2006, foi estimada uma população de 16.831, um aumento de 1417 (9.2%).

## Geografia
De acordo com o United States Census Bureau tem uma área de
17,2 km², dos quais 17,1 km² cobertos por terra e 0,1 km² cobertos por água.

## Localidades na vizinhança
O diagrama seguinte representa as localidades num raio de 36 km ao redor de Ellensburg.